# Thektogaster aberlenci
Thektogaster aberlenci är en stekelart som beskrevs av Gérard Delvare 1986. Thektogaster aberlenci ingår i släktet Thektogaster och familjen puppglanssteklar.
Artens utbredningsområde är Frankrike. Inga underarter finns listade i Catalogue of Life.